# Ferula karategina
Ferula karategina är en flockblommig växtart som beskrevs av Vladimir Ippolitovich Lipsky och Jevgenij Korovin. Ferula karategina ingår i släktet stinkflokesläktet, och familjen flockblommiga växter. Inga underarter finns listade i Catalogue of Life.